# Pleocnemia milnei
Pleocnemia milnei är en ormbunkeart som beskrevs av Fourn. Pleocnemia milnei ingår i släktet Pleocnemia och familjen Tectariaceae. Inga underarter finns listade.